# Wehingen (Sarre)
Pour l’article homonyme, voir Wehingen.
Wehingen est un Ortsteil de la commune de Mettlach en Sarre.

## Géographie

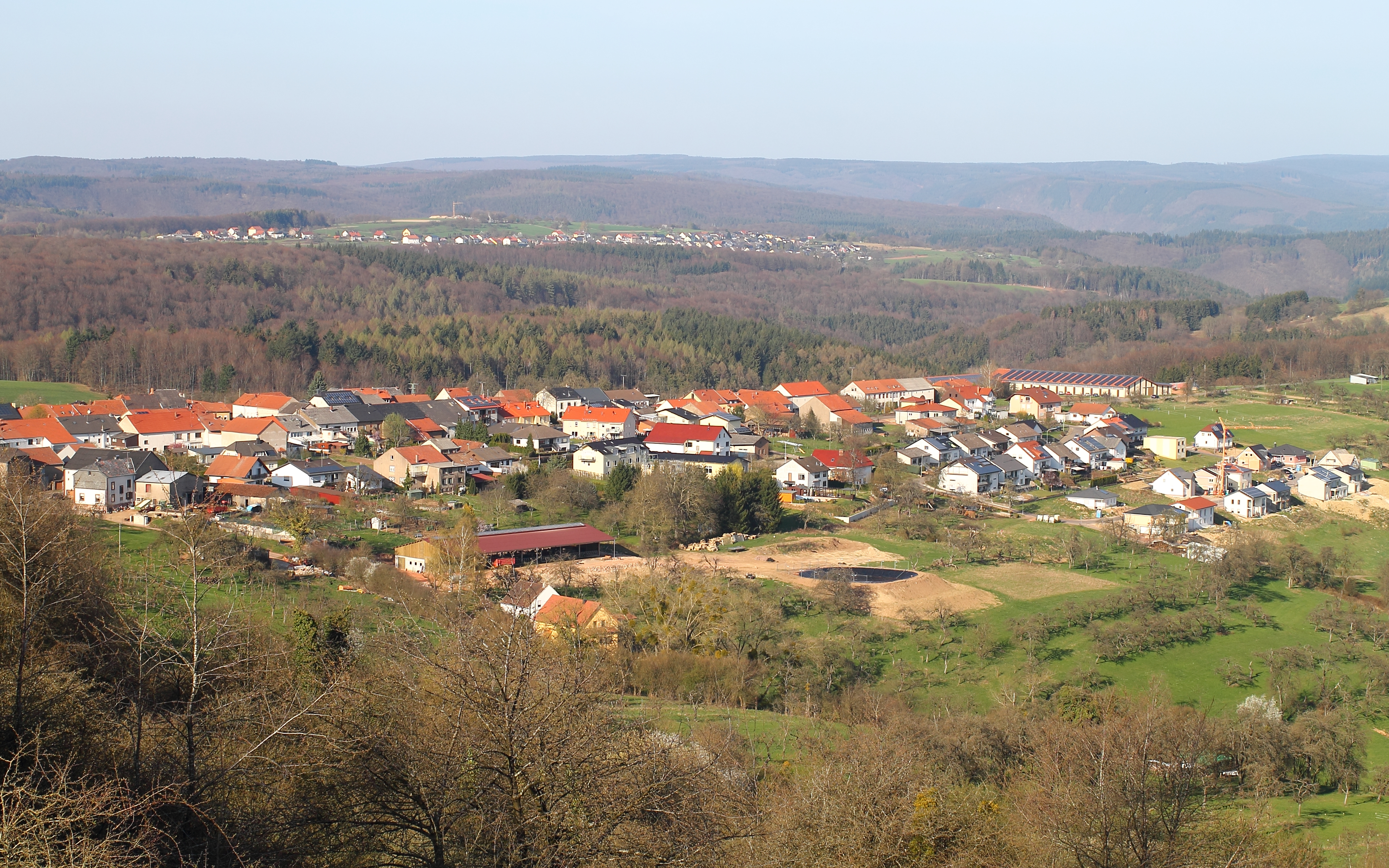

## Histoire
Village cédé à la France par la convention du 1er juillet 1778, porta par la suite le nom de Wéhing et Véhing. 
En 1815, la France cède cette localité à la Prusse.